# Karen Korfanta
Karen Korfanta (* 1. Januar 1945 in  Rock Springs, Wyoming) ist eine ehemalige US-amerikanische Skirennfahrerin, die eine Weltcup-Platzierung unter den besten zehn sowie zwei World-University-Games-Medaillen errang.

## Karriere
Korfanta wurde 1963 US-amerikanische Jugendmeisterin sowie 1964 US-amerikanische Meisterin im alpinen Skisport. Im Namen der University of Utah nahm sie an der Winter-Universiade 1966 in Sestriere und der Winter-Universiade 1970 in Rovaniemi teil – 1970 errang die Silbermedaille im Riesenslalom und in der Alpinen Kombination, beide hinter Rosie Fortna. Beim Riesenslalom lag Ann Black und in der Alpinen Kombination Dietlind Klos auf dem Bronzemedaillenrang. Von 1967 bis 1970 war sie Mitglied der US-amerikanischen Nationalmannschaft.
Korfanta gelang mit dem neunten Platz im Slalom von Franconia am 12. März 1967 ihre einzige Platzierung in den Punkterängen. In diesem Rennen hatte sie 6,70 Sekunden Rückstand auf Marielle Goitschel, die ihrerseits einen Dreifachsieg der Franzosen anführte. Korfanta hatte eine Hundertstelsekunde Vorsprung auf ihre Teamkollegin Lee Hall. Die restlichen der besten zehn bestanden aus einer Schweizerin (Ruth Hildebrand auf Rang sechs) sowie fünf weiteren US-Amerikanern: Rosie Fortna (vier), Penny McCoy (fünf), Suzy Chaffee (sieben), Vikki Jones (acht) und Lee Hall (zehn).
Später war Korfanta Assistant Alpine Director des US-Skiteams, Assistant Director des National Training Center in Park City und technische Delegierte der Fédération Internationale de Ski. Als Leiterin der Rennabteilung des Park City Mountain Resort organisierte sie an diesem Austragungsort erfolgreich die America’s Opening World Cups und die Wettkämpfe der Olympischen Winterspiele 2002 organisiert. Korfanta wurde 2008 zur Vorsitzenden des FIS Ladies Alpine Skiing Sub-Committee ernannt. Im selben Jahr erhielt sie den S.J. Quinney Award für ihre Beiträge zum Skisport.

## Erfolge

### Universiade
- Rovaniemi 1970: 2. im Riesenslalom, 2. in der Alpinen Kombination

### Weltcupwertungen
- Eine Platzierung unter den besten zehn

| Saison | Gesamt | Gesamt | Abfahrt | Abfahrt | Riesenslalom | Riesenslalom | Slalom | Slalom |
| Saison | Platz  | Punkte | Platz   | Punkte  | Platz        | Punkte       | Platz  | Punkte |
| ------ | ------ | ------ | ------- | ------- | ------------ | ------------ | ------ | ------ |
| 1967   | 35.    | 2      |         |         |              |              | 29.    | 2      |

### Nationale Meisterschaften
- 1964: 1.